# 法兰西民兵
法兰西民兵（法語：Milice française）是法国维希政府在纳粹德国的帮助下于1943年1月30日建立的政治准军事组织，以镇压第二次世界大战期间的法国抵抗组织。该组织形式上的领导人是皮埃尔·赖伐尔，而实际领导人为约瑟夫·达南德。法兰西民兵曾参与处决、刺杀以及逮捕遣送犹太人和抵抗者。